# Claude Filion
Pour les articles homonymes, voir Filion.
Claude Filion, né à Québec le 7 décembre 1945, et mort à Montréal le 2 décembre 2004, est un avocat, homme politique et juge québécois.

## Études
Après avoir complété ses études collégiales, Claude Filion a été admis à l'Université de Montréal, où il a été licencié en droit. Il a été admis au Barreau en 1969.

## Pratique du droit et carrière politique
Claude Filion a d'abord pratiqué le droit dans un cabinet d'avocats à Montréal de 1969 à 1976. Il a par la suite occupé les fonctions de directeur adjoint du cabinet du ministre québécois du Travail et de la Main-d'œuvre et du ministre des Institutions financières, Coopératives et Consommateurs, puis de directeur du cabinet du ministre des Affaires sociales. 
Son poste de conseiller juridique du Parti québécois aux élections de 1973 a été le prélude à une brève carrière politique. Il a représenté la circonscription de Taillon sous la bannière péquiste de 1985 à 1989. Au cours de son mandat à l'Assemblée nationale, il a été président de la Commission des institutions de 1986 à 1989.
Après son retrait de la vie politique, Claude Filion est retourné à la pratique du droit. Il a fait partie de la Commission des droits de la personne, puis a été nommé président de la Commission des droits de la personne et des droits de la jeunesse en 1996. En 2001, il était nommé juge à la Cour du Québec. Il a succombé en 2004 à l'âge de 58 ans à une forme particulièrement virulente du cancer du poumon.

## Implication sociale
De 1975 à 1980, Claude Filion a été vice-président et secrétaire général d'Oxfam Québec